# План скоростей
План скоросте́й — диаграмма, на которой векторы скоростей точек абсолютно твёрдого тела или некоторого механизма отложены из одной точки в выбранном масштабе.
План скоростей обладает следующими свойствами:
- отрезок, соединяющий концы векторов скоростей любых двух точек тела, перпендикулярен отрезку, соединяющему соответствующие точки тела;
- длины отрезков, соединяющих концы векторов скоростей точек тела, пропорциональны длинам отрезков, соединяющим соответствующие точки.

План скоростей позволяет графически решать задачи на нахождение скоростей точек тела. Чем крупнее выбранный масштаб, в котором построены векторы скоростей точек тела, тем точнее будет решена задача.

## Пример решения задачи
Пусть имеется механизм АБВГ, состоящий из стержней, соединённых шарнирами. Пусть скорость точки В известна, и равна 2 м/с. Требуется найти скорость точки Б.
Решение

Определение скорости точки Б с помощью плана скоростей

- Направление скорости точки В легко определяется — эта скорость перпендикулярна отрезку ГВ, так как звено ГВ вращается вокруг точки Г.
- В произвольной точке откладываем полюс О.
- Выбираем масштаб скоростей.
- Вектор скорости точки В переносим параллельно самому себе таким образом, чтобы начало вектора совпадало с точкой О.
- Направление вектора скорости точки Б также известно — этот вектор перпендикулярен звену АБ, так как звено АБ вращается вокруг точки А.
- Из полюса О проводим прямую ОД, перпендикулярную прямой БА.
- Из конца вектора скорости точки В проводим прямую, перпендикулярную звену БВ. Эта прямая пересечётся с прямой ОД. Точку пересечения обозначим буквой б.
- Отрезок Об даст скорость точки Б.
- Измеряем длину отрезка Об, умножаем на масштаб, и получаем модуль скорости точки Б — для данного положения механизма она равна 2,85 м/с.

Заметим, что для нахождения скорости точки Б в рассмотренном примере необязательно знать длины звеньев механизма, важно знать только соотношения длин.
Эту же задачу можно решить с использованием понятия мгновенного центра скоростей.

## См.  также
- План ускорений
- Плоскопараллельное движение